# 李亞明
李亞明（英語：Li Yaming，1956年10月9日—），台灣搖滾樂歌手、演員、音樂製作人與經紀人。現為老鷹音樂公司總經理。被流行音樂界稱為「新人教父」。
曾打造過的藝人包括范曉萱、王力宏、蘇永康、周蕙、陶莉萍、川島茉樹代、廖語晴、Sweety、阿爆&Brandy、陳奕、張芯瑜、林冠吟、李雅薇、畢書盡、陳勢安、陳彥允、李玉璽、朱俐靜等多位新人。

## 生平

### 藝人經歷
1980年～1997年
1980年與文華經紀娛樂簽約接受正統藝人訓練
(包括發音、舞蹈、正音咬字、觀摩演出)。

### 戲劇演出
共演出21檔連續劇。

### 專輯發行
共發行11張專輯。
1983年，李亞明與李國超、劉偉仁等人，組成藍天使樂團，李亞明任主唱。與薛岳的幻眼合唱團共同演出。1984年在拍譜唱片公司，發行首張個人專輯《正面衝突》。之後陸續發行《透明人》、《鷹族》和《魅力十足》等三張專輯。
1987年，李亞明與薛岳率所屬樂團至中國北京，舉行「燃燒的誘惑」演唱會。同年度，達偉唱片公司簽下李亞明。
1988年，發行專輯《酷》，由齊秦與黃大軍任製作人。同年度，李亞明參與華視八點檔《追妻三人行》的演出。
1989年，李亞明至中國北京首都體育館舉辦個人演唱會，是首位至中國舉行個人演唱會的台灣歌手。當時台灣新聞局不允許台灣歌手至中國舉辦個人演唱會，在這次演出後，李亞明遭到禁唱半年的處份，不能在電視上演出。他創立了德州唱片公司，與薛岳製作合輯《戀愛星座 I、II》。在成立公司後，李亞明慢慢轉向幕後。
1992年，李亞明成立吾耳族娛樂公司。在EMI唱片發行《很想找一個人說說話》專輯。
1993年，在福茂唱片發行《放輕鬆》專輯，是他個人最暢銷的專輯。1994年，發行最後一張個人專輯《迷戀》。
1997年，李亞明決定退出歌壇，在福茂唱片發行最後精選輯《忘了歌壇永晝╱永夜》。同年度完全投入幕後工作。
曾打造過的藝人：
范曉萱、王菲、周蕙、林隆璇、張中立、王力宏、蘇永康、Makiyo、 IPIS蟑螂合唱團、陶莉萍、Sweety、廖語晴、阿爆&Brandy、Bii畢書盡、陳勢安、朱俐靜、  陳彥允、李玉璽多位新人，因此被台灣樂壇喻為「新人教父」。

### 專業經理人資歷
1994年～
- 福茂唱片 國內部總監
- 有魚音樂股份有限公司 總經理
- EMI科藝百代華語事業處 總經理
- 大步音樂有限公司 總經理
- MTV音樂台 營運長
- 酷分仔多媒體股份有限公司 策略長
- 老鷹音樂股份有限公司 總經理[1]。

## 家庭
其子李玉璽。

## 演出作品

### 電影
| 年份   | 片名         | 角色 |
| ------ | ------------ | ---- |
| 1981年 | 《被判死刑》 |      |
| 1982年 | 《傻搭檔》   |      |
| 1982年 | 《野雀高飛》 |      |
| 1982年 | 《小刀會》   |      |
| 1984年 | 《朋友兄弟》 |      |
| 1986年 | 《二男一女》 |      |

### 電視劇
| 年份   | 頻道 | 劇名                   | 角色   |
| ------ | ---- | ---------------------- | ------ |
| 1982年 | 台視 | 《再愛我一次》         | 紹輝   |
| 1984年 | 台視 | 《少林寺》             | 風逍遙 |
| 1985年 |      | 《大地春雷》           |        |
| 1985年 | 中視 | 《大城小調》           | 古立   |
| 1986年 | 華視 | 《新西螺七劍》         |        |
| 1986年 |      | 《聖劍飛鷹》           | 丁鹏   |
| 1986年 |      | 《皇帝與公主》         |        |
| 1987年 | 華視 | 《棋中奇》             |        |
| 1988年 | 華視 | 《八千里路雲和月》     | 岳雲   |
| 1988年 |      | 《雙面遊俠》           |        |
| 1989年 |      | 《天才保姆》           |        |
| 1989年 | 華視 | 《追妻三人行》         | 牛家秀 |
| 1989年 | 華視 | 《華視劇展-地獄無門》  |        |
| 1990年 | 華視 | 《追妻三人行大運》     | 牛家秀 |
| 1992年 | 華視 | 《意難忘》             | 李有財 |
| 1993年 | 台視 | 《英雄少年》           | 趙中原 |
| 1994年 | 華視 | 《包青天之雷霆怒》     | 柴文意 |
| 1994年 | 台視 | 《俠義見青天之殺夫記》 | 蔣平   |

### 綜藝節目
- 2023年 衛視中文台台視 嗨！營業中第2季 客人

## 音樂作品

### 專輯
| 出版日期 | 專輯名稱                 | 曲目 |
| -------- | ------------------------ | --- |
| 1983年   | 首張個人專輯《正面衝突》 | 曲目 1. 正面衝突 2. 走出迷霧 3. 是你 4. 往日情懷 5. 三百六十度 6. 等待的哲學 7. 禁止通行 8. 是不是 9. 不要回頭望 10. 雙向街 11. 月落大地 12. 是不是                                                                                         |
| 1984年   | 《透明人》               | 曲目 1. 透明人 2. 釘起來 3. 共鳴點 4. 魔 5. 主宰 6. 特色 7. 再寫一首情歌 8. 親愛的 9. 孤獨·天堂 10. 放大鏡 |
| 1985年   | 《魅力十足》             | 曲目 1. 魅力十足 2. 愛在我心裡 3. 小站 4. 她(vs薛岳) 5. 大街 6. Feeling Summer 7. 衝刺的心 8. 我的愛不是妳 9. 不知名的空間 10. 願我是英雄                                                                                                   |
| 1986年   | 《鷹族》                 | 曲目 1. 盛氣少年 2. 鷹族 3. 午時三刻 4. 理想國 5. 鷹雄 6. 電腦兒童 7. 黃昏 8. 古經·古今 9. 英雄有淚 |
| 1987年   | 《五十年前的一個夜》     | 曲目 1. 五十年前的一個夜 2. 剖 3. 什麼東西 4. 反鎖 5. 別當它是玩笑 6. 誘惑 7. 從未的初戀 8. 交換舞伴 9. 等 |
| 1988年   | 《酷》                   | 曲目 1. 酷 2. 換心 3. 活過愛過已經足夠 4. 別對我寄望太多 5. 情敵 6. 我不在乎自己屬於你心中那個角落 7. 流行英雄 8. 自己灌醉自己 |
|          | 《戀愛星座I、Ii》        | 曲目 1. 我的愛 2. 一次機會 3. 舊愛新歡 4. 你是不是要這樣的結果 5. Up where we belong 6. 無奈 7. 你是我胸口永遠的痛 8. 不要走‧不要走 9. 結束 10. almost paradise                                                                             |
| 1989年   | 《讓世界都知道》         | 曲目 1. 我一直站在想你的地方(李亞明) 2. 讓世界都知道(合唱) 3. 我要頭也不回的走(王宗正) 4. 像這樣的日子(薛岳) 5. 把心打開在風中(李亞明) 6. 詹姆斯狄恩狂想(王宗正) 7. 能多久(薛岳) 8. 傀儡的愛(李亞明) 9. 傷心過的人(李亞明) 10. 是不是(薛岳) |
| 1992年   | 《很想找一個人說說話》   | 曲目 1. 鳥和樹 2. 成長 3. 枕頭 4. 別一個人哭泣 5. 一起走 6. 很想找一個人說說話 7. 借個火 8. 狼遇見羊 9. 是該學你 10. 悔過書 |
| 1993年   | 《放輕鬆》               | 曲目 1. 放輕鬆 2. 全心全意 3. 聽話 4. No Woman No Cry 5. 累了吧 6. 真情作祟 7. 你不是唯一的人 8. 紅轎子 9. 於是你 10. 王老爹的搖籃曲 |
| 1994年   | 《迷戀》                 | 曲目 1. 傾我今生 2. 晚了點 3. 我的心只有一種樣子 4. 男人愛女人 5. 離家不遠 6. 迷蝴蝶 7. 你連笑起來都不快樂 8. 你的淚我的心碎 9. 向自己說抱歉 10. 一絲不掛                                                                                   |
| 1997年   | 《忘了歌壇永晝》         | 曲目 1. 北極 2. 鳥和樹 3. 成長 4. 枕頭 5. 很想找一個人說說話 6. 真情作祟 7. 狼遇見羊 8. 迷蝴蝶 9. 傾我今生 10. 我的心只有一種樣子 |
| 1997年   | 《忘了歌壇永夜》         | 曲目 1. 乾杯 2. 放輕鬆 3. 正面衝突 4. 主宰 5. 五十年前的一個夜 6. 失去聯絡 7. 透明人 8. 酷 9. 鷹族 10. 跟往事乾杯 |

## 外部連結
- 李亞明在香港影庫上的簡介